# Steve Hoefer
Steve Hoefer is een Amerikaans regisseur, die de series iCarly, Zoey 101 en Drake & Josh heeft geregisseerd. Momenteel regisseert hij regelmatig afleveringen van Henry Danger en Game Shakers. Ook was hij de regisseur van de televisiefilm iCarly: iGo to Japan.

## Filmografie
- Game Shakers - 2015 -
- Henry Danger - 2014 -
- Sam & Cat - 2013 - 2014
- iCarly - 2007 - 2008
  - iGo to Japan - 2008
- Zoey 101 - 2005 - 2008
- Drake & Josh - 2004 - 2007
- All That - 2000 - 2005
- Boy Meets World - 2000
- The Amanda Show - 2000